# IC 1204
IC 1204 је спирална галаксија у сазвјежђу Мали медвјед која се налази на листи објеката дубоког неба у Индекс каталогу.
Деклинација објекта је + 69° 55' 54" а ректасцензија 16h 7m 15,3s. Привидна величина (магнитуда) објекта IC 1204 износи 14,7 а фотографска магнитуда 15,5. IC 1204 је још познат и под ознакама MCG 12-15-53, CGCG 338-46, IRAS 16073+7003, PGC 57206.